# Roger Vrigny
Roger Vrigny (* 19. Mai 1920 in Paris; † 16. August 1997 in Lille) war ein französischer Schriftsteller.

## Leben und Werk
Roger Vrigny war der Sohn eines Industriellen. Er war zuerst Gymnasiallehrer, gründete 1950 eine Theatertruppe und wandte sich ab 1954 dem Roman zu. Gleichzeitig war er Hörfunkjournalist des Senders France Culture, zuerst als Mitarbeiter von Robert Mallet (1915–2002), ab 1966 als Leiter der Sendung Matinée littéraire. Er gehörte zur Jury des  Prix Renaudot. Er starb 1997 im Alter von 77 Jahren. Sein Grab ist in Wiry-au-Mont.
Vrigny wurde 1963 mit dem Prix Femina und 1989 mit dem Grand prix de littérature der Académie française ausgezeichnet.

## Werke (Auswahl)
- Arban. Gallimard, Paris 1954.
- Lauréna. Gallimard, Paris 1956.
- Barbégal. Récit. Gallimard, Paris 1958.
- La Nuit de Mougins. Gallimard, Paris 1963. (Prix Femina)
- Fin de journée. Gallimard, Paris 1968.
- La Vie brève. Gallimard, Paris 1972.
- Pourquoi cette joie? Pages de journal. Gallimard, Paris 1974.
- Un Ange passe. Gallimard, Paris 1979.
- Sentiments distingués. Grasset, Paris 1983.
- Accident de parcours. Amour. Une Tache sur la vitre. Gallimard, Paris 1985.
- Le Bonhomme d'Ampère. Roman. Gallimard, Paris 1988.
- Le Besoin d'écrire. Grasset, Paris 1990.
- Les Coeurs sensibles. Arban, Lauréna, Norbert. Roman. Gallimard, Paris 1990.
- Le garçon d'orage. Roman. Gallimard, Paris 1994.
- Instants dérobés. Pages de journal. Gallimard, Paris 1996.